# Горчаковы (дворянские роды)
Горчаковы — девять русских дворянских родов.

## История рода
Старейший из этих родов происходит от служившего по Мещёре с окладом 700 четвертей земли Михаила Петровича Горчакова, пожалованного поместьями в Мещёре, Воронежском и Шацком уездах (1622). Его потомство внесено в VI часть родословных книг Московской и Тамбовской губернии. Из представителей этого рода Калинник Владимирович был воеводою в Казанском походе (1544), а Савва Иванович — в Полоцком походе (1551). Григорий Петрович воевода в походах против крымцев (1556 и 1577)
Двое представителей рода владели населёнными имениями (1699).

## Описание герба
В щите, разделённом диагонально к левому нижнему углу красною Полосою на два поля, голубое и золотое, изображён одноглавый орёл в золотой на главе Короне с распростёртыми Крыльями, имеющий в правой Лапе длинный золотой Крест, а в левой Державу.
Щит увенчан дворянскими шлемом и короной. Нашлемник: три страусовых пера. Намёт на щите с правой стороны золотой, подложенный голубым, а с левой серебряный, подложенный красным цветом. Герб рода Горчаковых внесён в Часть 4 Общего гербовника дворянских родов Всероссийской империи, стр. 85.

## Известные представители
- Горчаков Семён — воевода в Галиче (1658-1659).
- Горчаков Алексей Львович — письменный голова, воевода в Енисейске (1686), Тобольске (1689-1690), московский дворянин (1696).
- Горчаков Лев — дьяк (1692), воевода в Симбирске (1691-1692).
- Горчаков Алексей Львович — московский дворянин (1693), дьяк (1696).
- Горчаков Фёдор Саввинович — стольник Петра I[4][5].
- Горчаков Дмитрий Алексеевич — командир моторизованного взвода ОМОН.